# Ewangelia żony Jezusa

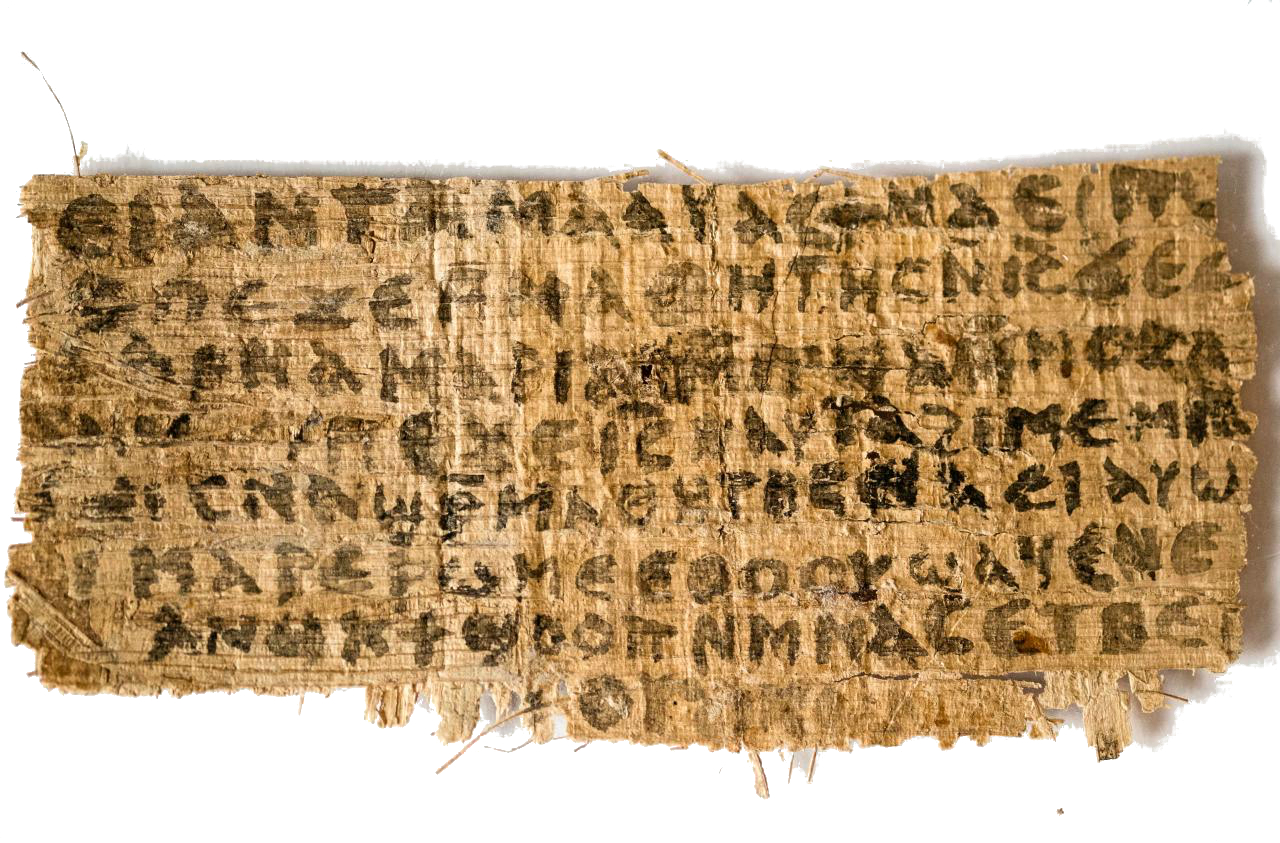
Ewangelia żony Jezusa.

Ewangelia żony Jezusa – udokumentowana jako fałszerstwo przez dziennikarza śledczego Arona Sabara w artykule z dnia 15 czerwca 2016 w magazynie „Atlantic” ewangelia apokryficzna, której istnienie postulują niektórzy eksperci.
Przypuszczenia o istnieniu Ewangelii żony Jezusa wysnuto po odkryciu skrawka papirusu o wymiarach 8 na 4 cm z IV w. n.e., który uznano za koptyjskie tłumaczenie tekstu z II w. n.e. Na papirusie można odczytać frazy zapisane w języku koptyjskim:
1. „[...] nie [dla] mnie. Moja matka dała mi ży[cie]”
2. „[...] uczniowie powiedzieli Jezusowi: [...]”
3. „[...] zaprzeć. Maria jest tego godna [...]”
4. „[...] Jezus rzekł im: Moja żona [...]”
5. „[...] ona może stać się moim uczniem [...]”
6. „[...] pozwól złym ludziom spuchnąć [...]”
7. „[...] pojawiłem się z nią, aby [...]”
8. „[...] obraz [...]”
9. ślad atramentu

Papirus został przedstawiony 18 września 2012 r. podczas Międzynarodowego Kongresu Studiów Koptyjskich w Rzymie przez profesor Karen Leigh King z Harvardu.
Papirus nie pochodzi z wykopalisk, lecz z rynku antykwarycznego. Jego autentyczność została zakwestionowana przez niektórych ekspertów, którzy uznali go za falsyfikat. Między innymi prof. Francis Watson z Uniwersytetu w Durham, brytyjski znawca Nowego Testamentu przedstawił dowody, że papirus przedstawiony przez King był fałszerstwem, nowożytną kompozycją opartą na słownictwie z odkrytej w 1945 w Nag Hammadi koptyjskiej apokryficznej Ewangelii Tomasza.
Fragment papirusu został teraz przebadany przez autorytety w dziedzinie elektrotechniki, chemii i biologii z Uniwersytetów Columbia i Harvarda oraz z Massachusetts Institute of Technology (MIT), którzy potwierdzili, że materiał przypomina inne papirusy datowane na okres od IV do IX stulecia (badacze z University of Arizona, którzy początkowo uznali, że tekst pochodzi z czasów Jezusa, odwołali swoje wnioski jako nieuzasadnione).